# Durchs Telephon
Durchs Telephon, op. 439, är en polka av Johann Strauss den yngre. Den framfördes första gången den 10 februari 1890 i Sofienbad-Saal i Wien.

## Bakgrund
Världens första pressreportage via telefon gjordes den 12 februari 1877 från "Essex Institute" i Salem, Massachusetts av en reporter från "The Boston Globe". Det gällde en föreläsning av Alexander Graham Bell som den 9 mars 1876 tog patent på den första telefonen i stånd att överföra hörbart tal. Redan 1860 hade dock Philipp Reis byggt en telefon men denna var endast kapabel att överföra oartikulerat prat. Vid den Internationella Elektricitetsutställningen i Wien 1883 kopplades en telefonledning upp mellan utställningen och Wiener Hofoper så att det var möjligt att avlyssna en föreställning av Giuseppe Verdis opera Aida. 

## Historia
Johann Batka (1845-1917) var guvernör och statsarkivarie i Bratislava. Han umgicks med dåtidens stora musiker såsom Franz Liszt, Anton Rubinstein, Hans Richter och Johann Strauss. Särskilt Strauss värdesatte Batkas åsikter som kritiker, anförtrodde honom libretton och ansträngde sig för att använda Batkas inflytelse på teatern i Bratislava. Till julen 1890 ville Strauss ge vännen en gåva i form av en komposition: polkan Durchs Telephon. I själva verket hade Strauss komponerat polkan till Wiens Författare- och Journalistförening "Concordia" och deras årliga karnevalsbal, vilken ägde rum den 10 februari 1890 i Sofienbad-Saal. Vid samma tillfälle framfördes även Eduard Strauss polka Phonograph (op. 264), Carl Zellers polka Fliegende Federn, Karl Komzák juniors polka Sub Rosa (op. 172) och Carl Michael Ziehrers polka Sensations-Nachricht! (op. 418). Titlarna var särskilt välfunna för "Concordia" men Johann Strauss verk låg helt rätt i tiden med tanka på telefonens fördelar när det gällde att snabbt förmedla en nyhet.
Det första publika framförandet av polkan ägde rum i Musikverein den 23 februari 1890 då Eduard Strauss och Capelle Strauss framförde verket.
Den 16 april 1975 såldes "Utrop nr 194" vid Sotheby's auktionsbyrå i London. Det gällde ett notmanuskript av en polka av Johann Strauss den yngre, bestående av "9 sidor foliant, 19 notsystem per sida, inbunden i röd plysch. Infälld på översta sidan är ett musikark med en fyra takters melodi utförd av Johann Strauss egen hand och med följande dedikation under: "Till min högt ärade vän Johann Batka med kära hälsningar Julen 90. Johann Strauss". Kompositionen hade enbart titeln: Polka i G-Dur, men det rörde sig om Strauss op. 439, Durchs Telephon. Noterna ropades in av "Anglo-Austrian Music Society" och verket fick sin engelska premiär den 28 februari 1973 i Royal Albert Hall då London Symphony Orchestra framförde det under ledning av Henry Krips. Genom att tillföra bjällror vid konserten förvandlades Strauss Polka i G-Dur / Durchs Telephon till en Julpolka.

## Om polkan
Speltiden är ca 2 minuter och 39 sekunder plus minus några sekunder beroende på dirigentens musikaliska tolkning.

## Weblänkar
- Durchs Telephon i Naxos-utgåvan.